# Sabina av Brandenburg-Ansbach
Sabina av Brandenburg-Ansbach, född 12 maj 1529 i Ansbach, död 2 november 1575 i Berlin, var kurfurstinna av Brandenburg, gift 1548 med kurfurst Johan Georg av Brandenburg.
Hon var dotter till markgreve Georg av Brandenburg-Ansbach (1484–1543) i hans andra äktenskap med Hedvig av Münsterberg (1508–1531), dotter till hertig Karl I av Münsterberg. Sabina uppfostrades som lutheran av sin styvmor Emilia av Sachsen.
Sabina avstod vid vigseln från alla anspråk på sin fars markgrevskap Brandenburg-Ansbach. Som kurfurstinna utövade hon ett visst inflytande på religiösa frågor, agerade beskyddare av kyrkor och skolor, stödde de sjuka och fattiga och hade regelbunden kontakt med läkaren Leonhard Thurneysser. Hon begravdes i Hohenzollernkryptan i Berliner Dom.